# Karbamoilofosforan
Karbamoilofosforan (karbamylofosforan), NH
2−CO−OPO2−
3 – organiczny związek chemiczny, mieszany bezwodnik kwasu karbaminowego i fosforowego. Powstaje endogennie w mitochondriach (gdzie wchodzi do cyklu ornitynowego biosyntezy mocznika) i w cytozolu (gdzie jest substratem do biosyntezy pirymidyn).

## Synteza karbamoilofosforanu
Karbamoilofosforan powstaje w mitochondriach w reakcji jonów HCO−
3 z NH+
4, katalizowanej przez syntetazę karbamoilofosforanową I. W reakcji przebiegającej w cytozolu źródłem azotu jest glutamina, a katalizatorem jest syntetaza karbamoilofosforanowa II.
Biosynteza karbamoilofosforanu rozpoczyna się od fosforylacji HCO−
3 przez ATP, co prowadzi do powstania karboksyfosforanu (mieszanego bezwodnika fosforanowo-węglanowego). Ten reaguje następnie z jonem amonowym, tworząc kwas karbaminowy. W końcowym etapie druga cząsteczka ATP fosforyluje kwas karbaminowy, w wyniku czego powstaje karbamoilofosforan. Reakcja ta jest w zasadzie nieodwracalna.

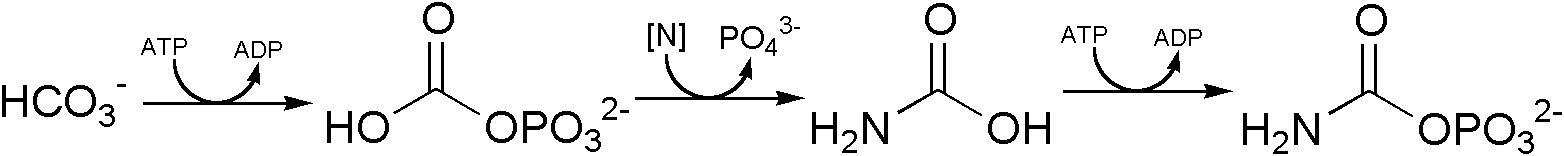
Schemat syntezy karbamoilofosforanu

Formalny zapis reakcji:
HCO−
3 + ATP → ADP + HO−COO−PO2−
3
HO−COO−PO2−
3 + NH
3 + OH−
 → HPO2−
4 + H
2N−COO−
 + H
2O
H
2N−COO−
 + ATP → ADP + H
2N−COO−PO2−
3

## Udział karbamoilofosforanu w syntezie cytruliny
Grupa karbamoilowa (−CONH
2) karbamoilofosforanu, ze względu na obecność wiązania bezwodnikowego, łatwo reaguje z nukleofilami. W mitochondriach, w reakcji katalizowanej przez karbamoilotransferazę ornitynową, jest ona przenoszona na ornitynę, co prowadzi do powstania cytruliny. Jest to pierwszy etap biosyntezy mocznika w cyklu ornitynowym. Ornityna i cytrulina są aminokwasami, lecz nie są wykorzystywane do budowy białek.

## Udział karbamoilofosforanu w syntezie zasad pirymidynowych
W cytozolu, w obecności karbamoilotransferazy asparaginianowej, grupa karbamoilowa karbamoilofosforanu przenoszona jest na asparaginian, co jest pierwszym etapem biosyntezy zasad pirymidynowych. Atomy C2–N3 pierścienia pirymidynowego pochodzą z karbamoilofosforanu, pozostałe z asparaginianu.